# أولاد محمد (بوعروس)
أولاد محمد هي إحدى مشيخات المملكة المغربية، تتبع جغرافيا لإقليم تاونات وإداريًا لبوعروس. يقدر عدد سكانها بـ 6751 نسمة حسب الإحصاء الرسمي للسكان والسكنى لسنة 2004.